# Gegeneophis primus
Espèce
Gegeneophis primus est une espèce de gymnophiones de la famille des Indotyphlidae.

## Répartition
Cette espèce est endémique du Kerala en Inde.

## Publication originale
- Kotharambath, Gower, Oommen & Wilkinson, 2012 : A third species of Gegeneophis Peters (Amphibia: Gymnophiona; Indotyphlidae) lacking secondary annular grooves. Zootaxa, no 3272, p. 26-34.